# Hawryliwka (obwód czernihowski)
Hawryliwka (ukr. Гаврилівка) – wieś na Ukrainie, w obwodzie czernihowskim, w rejonie nieżyńskim. W 2001 liczyła 127 mieszkańców.